# 郑京择
鄭京择（韓語：정경택，1961年1月1日—），朝鮮軍官及政治人物，朝鮮人民軍總政治局局長、朝鮮勞動黨中央委員會政治局候補委員以及國務委員會委員。

## 生平
鄭京择為金日成時期總理鄭俊澤之子，他曾於朝鮮人民軍服役，軍階為大將。2017年，他取替金元弘出任國家安全保衛部部長，並獲選為政治局候補委員及國務委員會委員。2019年，首次當選為最高人民會議代議員。2022年6月獲晉升為朝鮮人民軍總政治局長。
2021年3月，他被歐盟列入制裁名單。制裁原因中提到郑京择「作為國家安全部部長，他應對朝鮮嚴重侵犯人權的行為負責，特別是酷刑和其他殘忍、不人道或有辱人格的待遇或處罰、法外處決、即決處決或任意處決和處決、強迫失蹤、任意逮捕或拘留，以及普遍的強迫勞動和針對婦女的性暴力」。

## 資料來源
1. 1 2  . Newsis. 2017-11-25  [2019-03-25]. （原始内容存档于2019-06-14） （韩语）.
2. ↑  . 韓聯社. 2019-03-12  [2019-03-12]. （原始内容存档于2018-09-08） （韩语）.
3. ↑  "EUR-Lex - 02020R1998-20210322 - EN - EUR-Lex" （页面存档备份，存于）,eur-lex.europa.eu.(歐盟法律網站)